# Prodidomus dalmasi
Prodidomus dalmasi är en spindelart som beskrevs av Lucien Berland 1919. Prodidomus dalmasi ingår i släktet Prodidomus och familjen Prodidomidae.
Artens utbredningsområde är Kenya. Inga underarter finns listade i Catalogue of Life.